# Fellingsbro socken

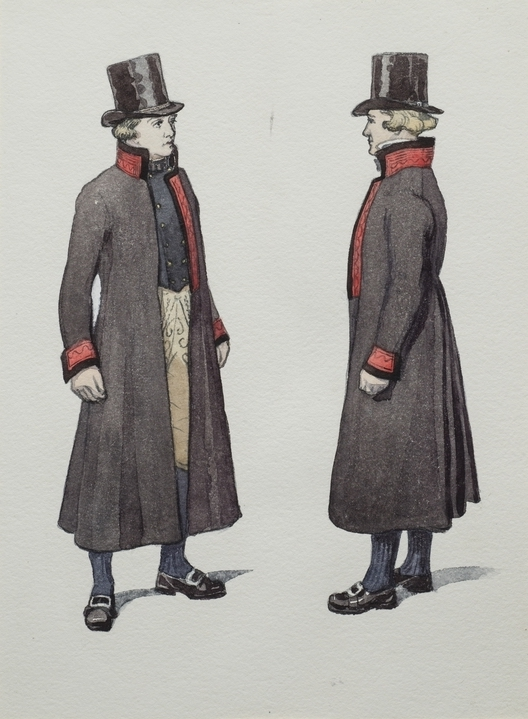
Fellingsbrodräkten

Fellingsbro socken i Västmanland ingick i Fellingsbro härad, ingår sedan 1971 i Lindesbergs kommun i Örebro län och motsvarar från 2016 Fellingsbro distrikt.
Socknens areal är 357,49 kvadratkilometer, varav 335,36 land. År 2000 fanns här 3 905 invånare. Tätorterna Rockhammar och Fellingsbro samt sockenkyrkan Fellingsbro kyrka ligger i socknen. 

## Administrativ historik
Fellingsbro socken har medeltida ursprung.
Vid kommunreformen 1862 övergick socknens ansvar för de kyrkliga frågorna till Fellingsbro församling och för de borgerliga frågorna till Fellingsbro landskommun. Landskommunen uppgick 1971 i Lindesbergs kommun. 1922 utbröts ur församlingen Fellingsbro norra församling, med kyrka i Spannarboda, vilken 1992 åter uppgick i den.
1 januari 2016 inrättades distriktet Fellingsbro, med samma omfattning som församlingen hade 1999/2000.
Socknen har tillhört fögderier, tingslag och domsagor enligt vad som beskrivs i artikeln Fellingsbro härad.  De indelta soldaterna tillhörde Västmanlands regemente, Kungsörs kompani och Livregementets husarkår, Livskvadronen och Örebro skvadron.

## Geografi
Fellingsbro socken ligger nordost om Örebro norr om Hjälmaren, kring sjöarna Oppäsen och Finnåkerssjön. Socknen är en kuperad skogsbygd med talrika sjöar och mossar.
Mindre orter i socknen är Oppboga, Sällinge, Finnåker och Spannarboda.

## Fornlämningar
Från stenåldern finns boplatser med gropkeramik. Från bronsåldern finns gravrösen och från järnåldern finns gravfält.

## Namnet
Namnet (1331 Fälänsbro) innehåller efterleden bro, 'vägbank över sank mark'. Förleden är sannolikt f(i)ällaland, 'avsides liggande jordstycke'.

## Befolkningsutveckling
| Befolkningsutvecklingen i Fellingsbro socken 1750–1990                                                  | Befolkningsutvecklingen i Fellingsbro socken 1750–1990 | Befolkningsutvecklingen i Fellingsbro socken 1750–1990 | Befolkningsutvecklingen i Fellingsbro socken 1750–1990 | Befolkningsutvecklingen i Fellingsbro socken 1750–1990 |
| --- | ------------------------------------------------------ | ------------------------------------------------------ | ------------------------------------------------------ | ------------------------------------------------------ |
| |                                                        |                                                        |                                                        |                                                        |
| År |                                                        |                                                        | Folkmängd                                              |                                                        |
| 1750 | 1750                                                   |                                                        | 4 082                                                  |                                                        |
| 1760 | 1760                                                   |                                                        | 3 808                                                  |                                                        |
| 1769 | 1769                                                   |                                                        | 4 240                                                  |                                                        |
| 1780 | 1780                                                   |                                                        | 4 088                                                  |                                                        |
| 1790 | 1790                                                   |                                                        | 4 655                                                  |                                                        |
| 1800 | 1800                                                   |                                                        | 4 217                                                  |                                                        |
| 1810 | 1810                                                   |                                                        | 4 650                                                  |                                                        |
| 1820 | 1820                                                   |                                                        | 4 678                                                  |                                                        |
| 1830 | 1830                                                   |                                                        | 5 451                                                  |                                                        |
| 1840 | 1840                                                   |                                                        | 5 838                                                  |                                                        |
| 1850 | 1850                                                   |                                                        | 6 384                                                  |                                                        |
| 1860 | 1860                                                   |                                                        | 6 463                                                  |                                                        |
| 1870 | 1870                                                   |                                                        | 6 888                                                  |                                                        |
| 1880 | 1880                                                   |                                                        | 7 055                                                  |                                                        |
| 1890 | 1890                                                   |                                                        | 7 119                                                  |                                                        |
| 1900 | 1900                                                   |                                                        | 7 077                                                  |                                                        |
| 1910 | 1910                                                   |                                                        | 6 978                                                  |                                                        |
| 1920 | 1920                                                   |                                                        | 6 935                                                  |                                                        |
| 1930 | 1930                                                   |                                                        | 6 768                                                  |                                                        |
| 1940 | 1940                                                   |                                                        | 5 989                                                  |                                                        |
| 1950 | 1950                                                   |                                                        | 5 525                                                  |                                                        |
| 1960 | 1960                                                   |                                                        | 5 075                                                  |                                                        |
| 1970 | 1970                                                   |                                                        | 4 739                                                  |                                                        |
| 1980 | 1980                                                   |                                                        | 4 709                                                  |                                                        |
| 1990 | 1990                                                   |                                                        | 4 416                                                  |                                                        |
| Anm: Källor: Umeå universitet - Tabellverket 1749-1859, Demografiska databasen, CEDAR, Umeå universitet |                                                        |                                                        |                                                        |                                                        |